# Chã Preta
Chã Preta är en kommun i Brasilien.   Den ligger i delstaten Alagoas, i den östra delen av landet, 1 500 km nordost om huvudstaden Brasília. Antalet invånare är 7 146.
Omgivningarna runt Chã Preta är huvudsakligen savann. Runt Chã Preta är det ganska tätbefolkat, med 58 invånare per kvadratkilometer.